# 訊景
XFX（中文名称：讯景）是香港松景科技控股有限公司的子公司。XFX公司创始于2002年，其公司总部位于美國加利福尼亚州安大略市。其主要业务为以AMD为芯片的显卡和主板。XFX同时也是美国的图形图像解决方案的提供商之一。